# Acanthurus leucocheilus
Acanthurus leucocheilus és una espècie de peix pertanyent a la família dels acantúrids.

## Descripció
- Pot arribar a fer 45 cm de llargària màxima.
- 9 espines i 24-25 radis tous a l'aleta dorsal i 3 espines i 23 radis tous a l'anal.
- Aletes de color negre.[3][4]

## Hàbitat
És un peix marí, associat als esculls i de clima tropical (23 °C-27 °C; 19°N-3°N) que viu entre 3 i 30 m de fondària.

## Distribució geogràfica
Es troba a les Seychelles, les Maldives, el mar d'Andaman, les illes Filipines, Palau, les illes de la Línia i Indonèsia.

## Observacions
És inofensiu per als humans.